# Aitor Zabala
Aitor Zabala Lozano (Barcelona, España, 13 de marzo de 1979), es un cocinero español. Está al frente del restaurante Somni, en West Hollywood, California, con tres estrellas Michelín.

## Biografía
Nació en Barcelona en 1979, con raices vascas.
Su abuelo Luis Zabala, originario de Durango, Vizcaya, futbolista profesional, llegó a Barcelona tras su fichaje por el FC Barcelona en 1941 como defensa, procedente del Athletic Club de Bilbao. Su abuela dirigía uno de los restaurantes vascos más importantes de Barcelona y su madre trabajó en varios restaurantes vascos de la ciudad. Su padre se dedicó a la divulgación gastronómica.
Después de prestar el servicio militar obligatorio como cocinero en 1999, Aitor se formó en la escuela Hoffmann de Barcelona, trabajando luego en restaurantes como Akelarre, Arzak, ABaC, Alkimia y, durante tres años, entre 2006 y 2009, en El Bulli de Rosas (Gerona), y también en el BulliTaller de Barcelona, formando parte del reducido equipo creativo con el que Ferran Adrià desarrollaba la carta de la nueva temporada durante los seis meses de invierno en los que el restaurante cerraba por vacaciones. En 2007 tras una visita del chef asturiano José Andrés y Anthony Bourdain a El Bulli, el primero le ofreció trabajar con su equipo creativo en Estados Unidos, primero durante una corta estancia, tras la que volvió a El Bulli, para volver ya en 2010 como chef responsable del equipo creativo en Washington
Llegó por primera vez a Los Angeles para una colaboración con el chef austro-estadounidense Wolfgang Puck en donde decidió quedarse porque contaba con un clima y gastronomía más similar a la Mediterraneo. Después de responsabilizarse de varios de los restaurantes del grupo de José Andrés en la Costa Oeste, hasta que inició con él su primer propio proyecto propio en Beverly Hills, en 2018: el primer Somni, dentro del antiguo hotel SLS Beverly Hills, ya con el concepto de una barra de alta cocina para un muy limitado grupo de comensales. En apenas un año, consiguió dos estrellas Michelín. La pandemia de COVID-19 obligó al restaurante a a cerrar. Ese mismo año 2020, Aitor fue incluido como octavo mejor chef del mundo en la lista de los 100 mejores chefs del mundo The Best Chef Awards junto con los chefs españoles Mateu Casañas, Oriol Castro y Eduard Xatruch de Disfrutar, Barcelona, Joan Roca, de el Celler de Can Roca, Sant Celoni y David Muñoz de Diverxo, Madrid.
Durante los cuatro años siguientes, ya con otros socios inversores, Aitor Zabala trabajó en la reapertura del nuevo restaurante Somni en West Hollywood con la intención de inaugurarlo en 2023, si bien la repertura no se consiguió hasta el 24 de noviembre de 2024.
Contando esta vez con un espacio propio diseñado también por el arquitecto Juli Capella, el nuevo restaurante da servicio a 14 comensales en una barra y a seis comensales más en un comedor privado.
El 25 de junio de 2025, en la gala de presentación de la edición estadounidense de la Guía Michelín de 2025, en Sacramento, Aitor Zabala hizo historia al convertirse en el primer triestrellado español en el extranjero, al ser el primer español en conseguirlas de golpe y al conseguir ser el primer restaurante del Gran Los Angeles en conseguirlas, junto con el restaurante Providence de Hollywood, que ya contaba con dos estrellas anteriormente.